# Tínia
No Mundo Antigo, Tínia era uma região da Ásia Menor adjacente à Bitínia. Foi ocupada pelos Tínios, um povo trácio.